# コアロープメモリ

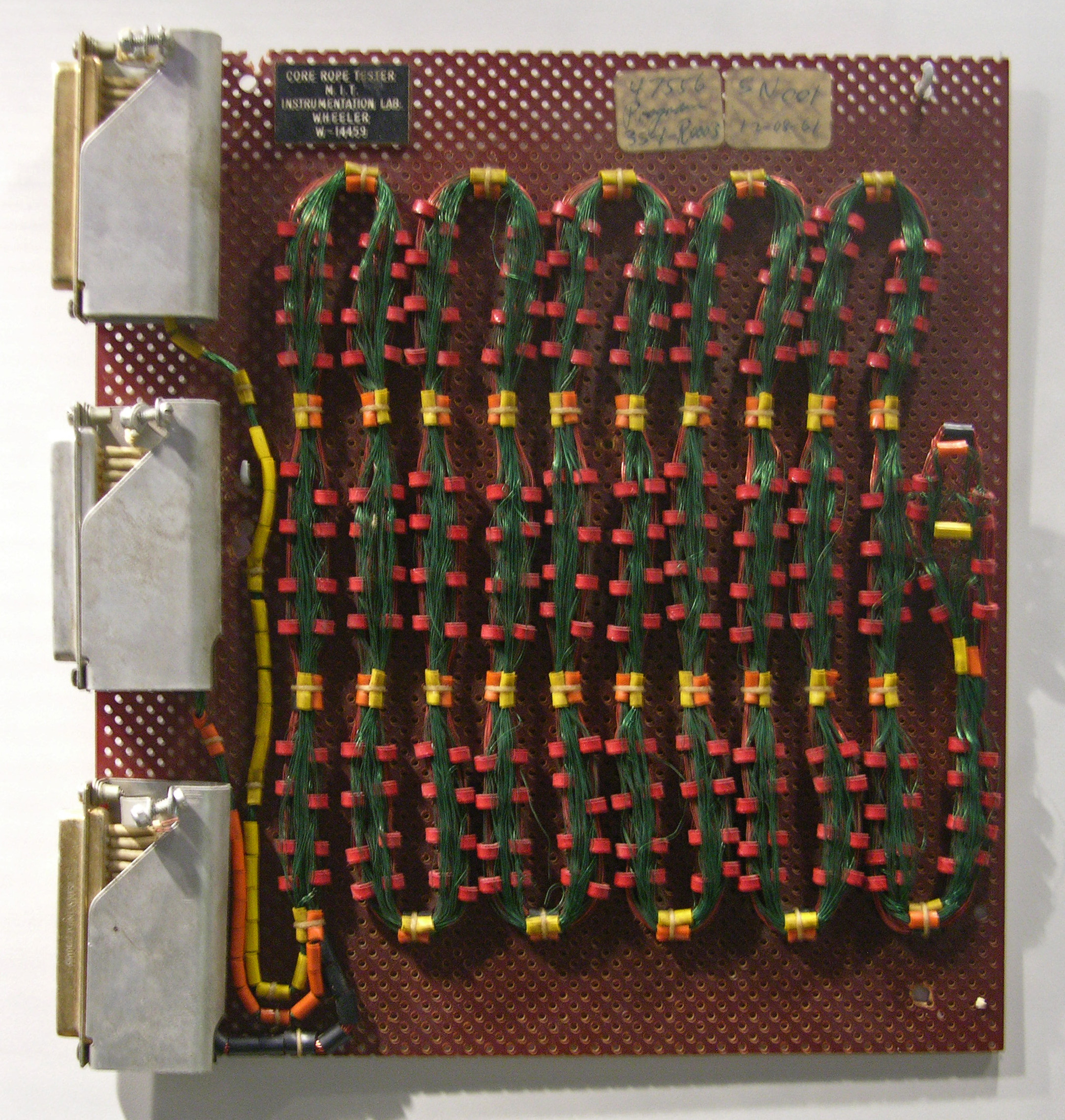
アポロ計画でのコアロープメモリの評価サンプル

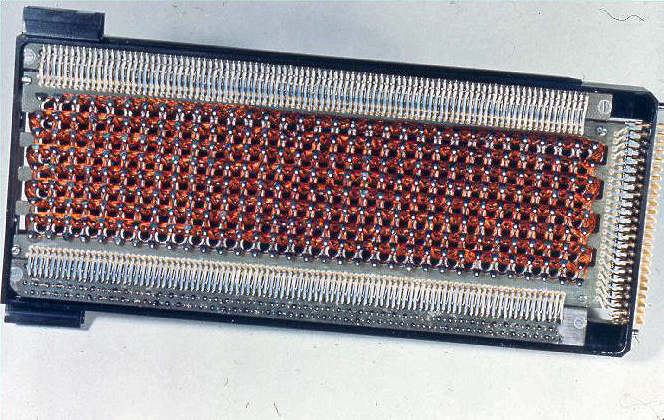
AGCのコアロープメモリ

コアロープメモリ（英: Core rope memory）は、コンピュータのROMの一種である。
マサチューセッツ工科大学で設計され、レイセオンが製造し、NASAの初期の火星探査機やアポロ誘導コンピュータ (AGC) で使われた。
当時RAMとして使われていた磁気コアメモリとは対照的に、コアロープメモリ内のフェライトコアは単に変圧器として使われている。あるコアを通るアドレス線に信号が流れると、同じコアを通るデータ線に信号が生じ、二進数の1として解釈され、そのコアを迂回するデータ線には信号が生じず、これは二進数の0と解釈される。AGCでは、ひとつのコアを最大64本の導線が通ることができ、小さな空間で多くのデータを格納できるようになっていた。
記憶密度は16ビットワードを単位として、1,301,800ワード/m3である。比較すると磁気コアメモリは 72,320/m3 だった。